# AI (entreprise)
Pour les articles homonymes, voir AI.
AI est un studio de développement de jeux vidéo japonais fondé en 1990 et basé à Machida. Depuis sa création en 1990, il a été sous-traitant de grands fabricants de jeux tels que Bandai Namco Entertainment et Hudson Soft. 
Il a un lien profond avec la série Super Robot Taisen dont il a travaillé sur le développement de titres pour les consoles de jeux portables de Nintendo.

## Ludographie
- 1989 : Wrath of the Black Manta (NES)[3]
- 1991 : Super Airwolf (Mega Drive)[4]
- 1992 : Blazeon (Super Nintendo)[5]
- 1993 : PC Kid (NES)[6]
- 1994 : GB Genjin Land: Viva! Chikkun Oukoku (Game Boy)[7]
- 1994 : GB Genjin 2 (Game Boy)[8]
- 1995 : J.League Super Soccer '95: Jikkyou Stadium (Super Nintendo)[9]
- 1995 : Bomberman GB 2 (Game Boy)[10]
- 1997 : 64 de Hakken! Tamagotchi Minna de Tamagotchi World (Nintendo 64)[11]
- 1998 : Bomberman Hero (Nintendo 64)[12]
- 1999 : Densha de Go! 64 (Nintendo 64)[13]
- 1999 : Super Robot Taisen 64 (Nintendo 64)[14]
- 2000 : Doraemon 3 (Nintendo 64)[15]
- 2001 : Bakuten Shoot Beyblade: Gekitou! Saikyou Blade (Game Boy Advance)[16]
- 2001 : Super Robot Taisen A (Game Boy Advance)[17]
- 2002 : Bakuten Shoot Beyblade 2002 (Game Boy Advance)[18]
- 2002 : Bakuten Shoot Beyblade 2002: Ikuze! Gekitou! Chou Jiryoku Battle!! (Game Boy Advance)[19]
- 2002 : Bakuten Shoot Beyblade 2002: Nettou! Magne Tag Battle (GameCube) Bakuten Shoot Beyblade 2002: Nettou! Magne Tag Battle[20]
- 2002 : Blender Bros. (Game Boy Advance)[21]
- 2002 : Bomberman Jetters (Game Boy Advance)[22]
- 2002 : Gachasute! Dino Device (Game Boy Advance)[23]
- 2002 : Super Robot Taisen R (Game Boy Advance)[24]
- 2003 : Cinnamoroll Koko ni Ruyo (Game Boy Advance)[25]
- 2003 : Doubutsu no Shima no Chobi Gurumi (Game Boy Advance)[26]
- 2003 : Super Robot Taisen D (Game Boy Advance)[27]
- 2003 : Gachasute! Dino Device 2 (Game Boy Advance)[28]
- 2004 : Doubutsu no Shima no Chobi Gurumi 2: Tama-chan Monogatari (Game Boy Advance)[29]
- 2004 : Super Real Mahjong Dousoukai (Game Boy Advance)[29]
- 2005 : Super Robot Taisen J (Game Boy Advance)[30]
- 2006 : Super Robot Taisen XO (Xbox 360)[31]
- 2007 : Eiken DS (Nintendo DS)[32]
- 2007 : Super Robot Taisen W (Nintendo DS)[33]
- 2009 : Super Robot Taisen K (Nintendo DS)[34]
- 2010 : Deca Sports Freedom (Xbox 360)[35]
- 2010 : Super Robot Taisen K (Nintendo DS)[36]
- 2013 : Super Robot Taisen UX (Nintendo 3DS)[37]